# Uharte
Uharte (en basc, cooficialment en castellà Huarte) és un municipi de Navarra, a la comarca de Cuenca de Pamplona, dins la merindad de Sangüesa. Limita al nord amb Esteribar i Ezkabarte, a l'est i sud amb la Vall d'Egues, i a l'oest amb Villava i Burlada.

## Demografia
| Evolució demogràfica                                      | Evolució demogràfica | Evolució demogràfica | Evolució demogràfica | Evolució demogràfica | Evolució demogràfica | Evolució demogràfica | Evolució demogràfica | Evolució demogràfica | Evolució demogràfica | Evolució demogràfica |
| 1996                                                      | 1998                 | 1999                 | 2000                 | 2001                 | 2002                 | 2003                 | 2004                 | 2005                 | 2006                 | 2007                 |
| --------------------------------------------------------- | -------------------- | -------------------- | -------------------- | -------------------- | -------------------- | -------------------- | -------------------- | -------------------- | -------------------- | -------------------- |
| 2.750                                                     | 2.793                | 2.809                | 2.862                | 2.952                | 3.169                | 3.340                | 3.623                | 4.247                | 4.671                | 5.157                |
| Fonts: Huarte<>Uharte i Institut d'Estadística de Navarra |                      |                      |                      |                      |                      |                      |                      |                      |                      |                      |

## Història
L'any 1223, el bisbe de Pamplona Don Remiro, va lliurar el poble i el castell al rei Sanç el fort, «pels muitos béns et per muitas mercès que ficiestes et que hem de faredes a l'església de Pamplona».Carles III el Noble, en 1423, alliberà Uharte del pagament d'ajudes i casernes, fins i tot per al casament d'infants o infantes, per haver-li cedit el molí de Valuerrota, que anteriorment havia pertangut al bisbe de Pamplona.
Un document datat en 1462 i amb motiu de la guerra civil, ens parla de la fidelitat al Príncep de Viana dels habitants del Palau d'Ezpeleta, del que encara queden algunes ruïnes en el topònim del mateix nom. En 1513, després de la incorporació de Navarra a Castella, Ferran el Catòlic mana apagar un molí incendiat en la vega d'Uharte a causa de la guerra, el que ens duu a pensar que aquesta va portar esdeveniments violents a Uharte. En 1512 es troben a Uharte el Mariscal de Navarra i Juan de Jaso (cosí de Sant Francesc Xabier), agramontesos ambdós, el que ens duu a aventurar el caràcter agramontès del poble d'Uharte, ja que en un altre cas no s'explicaria la seva presència a la Vila. En ocasió d'haver contribuït amb 16.000 reials a l'erari públic, en 1665, va ser declarada bona vila i amb dret a tenir seient en les Corts del Regne, cosa que provoca la protesta de les antigues Bones Viles de Navarra. Els d'Uharte declaren ser ja d'antic Vila i que ja es van celebrar Corts a Uharte el 1090.
El segle xviii porta a Uharte la guerra. Així, en 1706 més de 1.500 homes prenen allotjament, talen arbres, seguen les collites i destruïxen les hisendes, amb la consegüent protesta del poble al virrei. En 1710 es tria Uharte com a plaça d'armes per a concentrar als homes d'Eguesibar, Villava i altres llocs. En 1793, amb motiu de la Guerra de la Convenció, vuitanta uhartearres es dirigeixen a defensar la frontera obeint l'ordre de la Diputació. No obstant això, no podran evitar que les tropes franceses arribin fins a la mateixa Vila, destruint l'ermita de San Miguel.
La proximitat a Pamplona ha anat canviant a poc a poc la seva fisonomia agrícola a l'assentar-se diverses indústries. Moltes de les famílies que viuen a Uharte treballen en Pamplona, augmentant la vinculació entre ambdues. El creixement de població ha estat molt gran, i els 500 habitants de 1818 s'han convertit en 5119 en 2007.

## Política
| 2007-2011 | Francisco Javier Basterra Basterra | Nafarroa Bai |
| 2003-2007 | Amparo Miqueleiz Arrarás           | GIH          |
| 1999-2003 | José Irigüibel López               | AE           |
| 1995-1999 | José Irigüibel López               | AE           |
| 1991-1995 |                                    |              |
| 1987-1991 |                                    |              |
| 1983-1987 |                                    |              |
| 1979-1983 |                                    |              |